# Cesiumchloride
Cesiumchloride (CsCl) is het cesiumzout van waterstofchloride. De stof komt voor als een wit hygroscopisch kristallijn poeder, dat zeer goed oplosbaar is in water. Het heeft een zeer intensief bestudeerde kristalstructuur.

## Synthese
Cesiumchloride kan op verscheidene manieren worden gesynthetiseerd. De eerste methode is de reactie van cesiumhydroxide met zoutzuur:
{\displaystyle \mathrm {CsOH\ +\ HCl\ \longrightarrow \ CsCl\ +\ H_{2}O} }
Een andere methode is de neutralisatiereactie van cesiumcarbonaat met zoutzuur:
{\displaystyle \mathrm {Cs_{2}CO_{3}\ +\ 2\ HCl\ \longrightarrow \ 2\ CsCl\ +\ H_{2}O\ +\ CO_{2}} }

## Kristalstructuur
Cesiumchloride is een kristallijne vaste stof met een kubisch kristalstelsel. Het behoort tot ruimtegroep Pm3m. De zijden van de eenheidscel zijn elk 412,6 pm lang. Iedere eenheidscel is opgebouwd uit 8 chloride-ionen, die op de hoekpunten van een kubus liggen. In het midden van de kubus ligt een cesiumion (kubisch ruimtelijk gecentreerd). Deze kristalstructuur komt ook voor bij cesiumbromide en cesiumjodide.
| Kristalstructuur van cesiumchloride | Kristalstructuur van cesiumchloride |
| Molecuulmodel van één eenheidscel van cesiumchloride. Het rode atoom is een Cs+-ion; op de hoekpunten liggen de grijs gekleurde Cl−-ionen. | Molecuulmodel van cesiumchloride (niet de eenheidscel), waarbij het kleinere Cl−-ion (groen) in de holtes tussen de grotere Cs+-ionen (paars) ligt. |

## Toepassingen
Cesiumchloride is een belangrijke bron van cesiumionen (Cs+), die in allerhande situaties gebruikt worden. Radio-isotopen van cesiumchloride worden gebruikt in de nucleaire geneeskunde.
Cesiumchloride wordt in combinatie met ultracentrifuge ingezet bij de scheiding van nucleïnezuren of virussen uit cellen of weefsel.